# Albula oligolepis
Albula oligolepis is een  straalvinnige vissensoort uit de familie van gratenvissen (Albulidae). De wetenschappelijke naam van de soort is voor het eerst geldig gepubliceerd in 2008 door Hidaka, Iwatsuki & Randall.